# 桃園航空城北側聯外高速公路
中華民國國道一號甲線，又稱「桃園航空城北側聯外高速公路」，為桃園航空城新建道路計畫之一，完工後將提供航空城自由貿易港區及機場客、貨運園區貨物聯外之需求並可改善台四線南崁壅塞情形。本計畫由交通部臺灣區國道新建工程局辦理，於2013年上半年向中華民國交通部提出可行性評估報告。
而本路線完工後將編號為國道一甲，作為國道一號的支線。此編號曾經為現今國道二號機場系統以西路段在1997年以前的編號。

## 規劃路線
自竹圍漁港附近臺61線起，往南沿市道108號通過桃園國際機場北側，經蘆竹區山區於7K至9K設置此路段最長的桃園隧道，後至龜山區山區於大坑里附近以北入及南出匝道銜接國道一號止，全長11公里。
- 台15線至桃3交流道路段已納為機場及附近地區特定區之計畫道路，路權寬度60公尺，計畫路廊配合本路段都市計畫留設範圍布設。
- 桃3交流道至健行路交流道路段為迴避蘆竹、桃園一帶密集的住宅區，減少民房拆遷之影響，路線布設於丘陵地區，結構型式也以隧道、橋梁與為主體。
- 國1系統交流道路段，五楊高架施工時已預留銜接點供國1甲北向匝道銜接國1平面車道。
- 中油路段避開中油現有重要設施，需考量公路與中油雙方之安全性。
- 路線末端接近桃園市中心區，銜接位置需避免加重現有道路負荷。[2]
- 桃園市區至國道2號大湳交流道間已高度發展、房屋密集，拆遷數量將極為龐大，若沿既有鐵路或道路廊帶拓寬布設，除拆遷規模仍大外，路廊方案恐無法達到國道標準。但立法院仍提出決議，要求交通部公路總局應協調桃園市政府將國道1號甲線考量列入生活圈道路延伸至大湳交流道。[2]

原規劃國道一號以東路段行經中油桃園煉油廠、土石流地質敏感區，導致爭議不斷，高速公路局於2022年6月14日環評初審提交並獲通過的方案已取消該路段，僅保留台61線至國道一號共11公里路段。

## 交流道
交流道及隧道名稱未定案。
| 桃園航空城北側聯外高速公路路線設施里程一覽表 |      |          |          |          |        |            |                                                             |                                                             |
| 標誌                                         | 里程 | 名稱     | 順樁預告 | 逆樁預告 | 形式   | 通車日     | 銜接道路 →聯絡地區                                          |                                                             |
|                                              | 0    | 竹圍系統 |          |          | 喇叭型 | 預計2029年 | 西部濱海快速公路<                                           | 西部濱海快速公路<                                           |
|                                              | 2    | 海湖     |          |          |        | 預計2029年 | 台15線 · →蘆竹區海湖                                        | 台15線 · →蘆竹區海湖                                        |
|                                              | 4    | 坑口     |          |          |        | 預計2029年 | 桃5線（坑菓路）、機場聯絡道 · →蘆竹區坑口、臺灣桃園國際機場 | 桃5線（坑菓路）、機場聯絡道 · →蘆竹區坑口、臺灣桃園國際機場 |
|                                              | 6    | 山鼻     |          |          |        | 預計2029年 | 桃3線（南山路） · →蘆竹區山鼻                               | 桃3線（南山路） · →蘆竹區山鼻                               |
| － 隧道                                      |      |          |          |          |        |            |                                                             |                                                             |
| － 隧道                                      |      |          |          |          |        |            |                                                             |                                                             |
|                                              | 11   | 桃園系統 |          |          | 環狀型 | 預計2029年 | 中山高速公路                                                | 中山高速公路                                                |

## 註解
1. ↑  . 交通部高速公路局. 2018-10-05  [2018-11-04]. （原始内容存档于2018-11-04）.
2. 1 2  . 交通部高速公路局.   [2018-07-17]. （原始内容存档于2018-07-17）.
3. ↑  吳姿賢. . 聯合報. 2022-06-14  [2022-06-14]. 原始内容存档于2022-06-16.
4. ↑  . 環評書件查詢系統. 行政院環境保護署. 2022-06-14  [2022-06-14]. （原始内容存档于2022-09-20）.
5. ↑  國道1號甲線計畫

## 外部連結
- 國1甲計畫專區 （页面存档备份，存于）
- 交通部高速公路局-國道1號甲線計畫 （页面存档备份，存于）
- 國道1號甲線工程計畫暨配合工作 （页面存档备份，存于）
- 桃園航空城規劃與產業需求之探討 （页面存档备份，存于）
- 桃園航空城北側聯外高（快）速公路可行性研究 @ 東津JCT （页面存档备份，存于）